# ボシュニャク人

旧ユーゴスラビアの民族分布（2008年）。緑がボシュニャク人。

ボシュニャク人（ボスニア語: Bošnjak/Бошњак [boʃɲǎːk]（男性単数）、Bošnjakinja/Бошњакиња（女性単数）、Bošnjaci/Бошњаци（男性複数））は、15世紀から19世紀にかけてオスマン帝国支配下でイスラム教に改宗した南スラヴ人の末裔である。民族の言語はボスニア語であり、セルビア・クロアチア諸語に属するため、言語学的にはクロアチア人、セルビア人との間に大きな差異は見られない。かつてのユーゴスラビア社会主義連邦共和国においては、「ムスリム人（モスレム人）」と呼称されていた。日本語表記としては、他にボシュニャック人、ボスニャク人、ボスニアク人、ボスニアック人などのバリエーションが存在する。民族名の「ボシュニャク」は、バルカン半島西部に位置するボスニア地方の名称に由来する。ボシュニャク人は、ボスニア・ヘルツェゴビナを自らの民族的故地と認識している。

## 他のムスリムとの区別
バルカン諸国に居住する全てのムスリムがボシュニャク人であるわけではない。ブルガリア人ムスリムであるポマク人や、アルバニア人、トルコ人、ロマなどの非スラヴ系のムスリムも存在する。

## イスラム化の歴史的背景
ボシュニャク人の概念は、ボスニア・ヘルツェゴビナにおけるイスラム化の歴史と深く関連している。この地域のイスラム化は、オスマン帝国の支配が確立した1480年代頃に始まったとされる。それ以前のボスニア・ヘルツェゴビナでは、ローマ・カトリックを中心とするキリスト教が信仰されていた。しかし、カトリックでありながら典礼にラテン語ではなくスラヴ語を用いる、土着信仰に基づいた「二元論」を採用するなど、その教義は独自の変容を遂げ、「異端」と見なされるようになった。その結果、「ボスニア教会」と呼ばれる独自の教会を設立するに至った。この背景には、カトリックが一部の支配階級の信仰に留まり、大多数の民衆が土着信仰（キリスト教からすれば異端思想）を重視したという事情があった。「ボスニア教会」は体系的な教義を確立するに至らず、修道院などで信仰されるのみで広範な布教活動も行われなかったため、民衆レベルへの浸透は限定的であった。このような状況下で、ボスニア・ヘルツェゴビナがオスマン帝国の支配下に入ると、民衆は比較的容易にイスラム教へと改宗していった。
また、地主や富農といった階層は、新たな支配者であるオスマン帝国に既得権益を保証してもらうために、積極的にイスラム教に改宗した。その結果、オスマン帝国統治時代には、少数のイスラム教徒の地主が多数のセルビア人やクロアチア人の小作農を支配するという社会構造が形成された。